# پرش ارتفاع

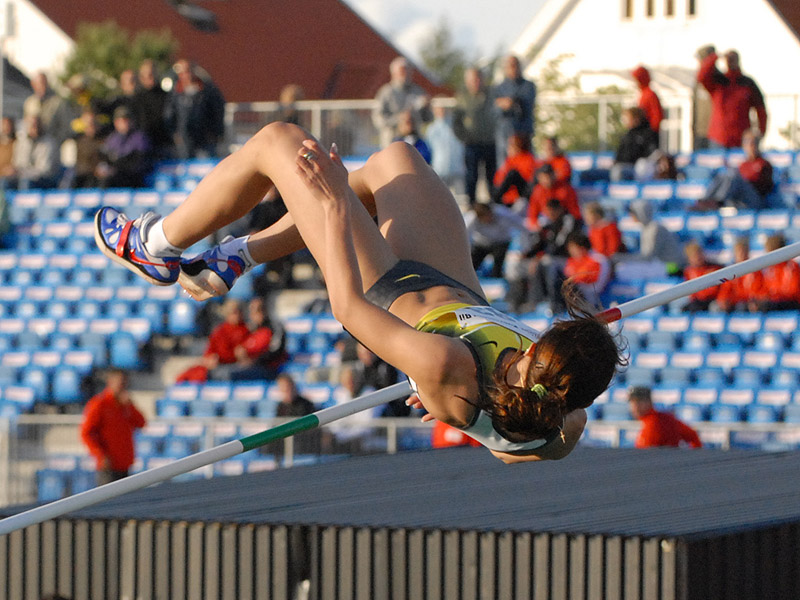
یلنا اسلسارنکو، قهرمان المپیک آتن، در حال پرش ارتفاع

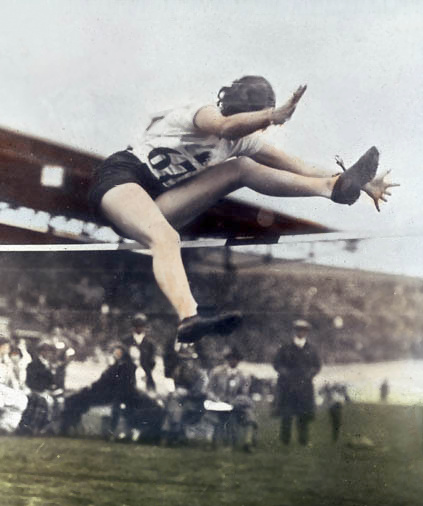
اتل کاتروود در المپیک ۱۹۲۸ با پرش ۱٫۵۹ متر با تکنیک قیچی برنده مدال طلا شد

پرش ارتفاع یکی از رشته‌های ورزش دو و میدانی است که در آن ورزشکاران باید از روی یک میله افقی که در ارتفاع مشخصی گذاشته شده‌است، بدون کمک گرفتن از هر گونه وسیله‌ای پرش کنند. این ورزش از زمان بازی‌های المپیک یونان باستان وجود دارد. در طول قرن‌ها ورزشکاران با بهبود تکنیک‌ها، این ورزش را به شکل امروزی درآورده‌اند.
در گذشته از تکنیک‌های مختلفی برای پرش ارتفاع استفاده می‌شود اما امروزه در سطح اول پرش ارتفاع فقط از روش فازبری استفاده می‌کنند که دیک فازبری در المپیک ۱۹۶۸ مکزیکوسیتی برای نخستین بار آن را به کار گرفت.
خاویر سوتومایور از کوبا رکورددار فعلی مردان با پرشی به ارتفاع ۲٫۴۵ متر (سال ۱۹۹۳) و استفکا کوستادینوا از بلغارستان رکورددار پرش ارتفاع زنان با پرشی به میزان ۲ متر و ۹ سانتی‌متر در سال ۱۹۸۷ است.

## قوانین
- ورزشکار باید با یک پا پرش را انجام دهد.
  - هر ورزشکار سه بار برای عبور از مانع فرصت دارد و اگر در هر سه نوبت خطا کند از مسابقه حذف خواهد شد.
  - ورزشکاری مقام اول را کسب می‌کند که از بیش‌ترین ارتفاع پرش نماید. اگر دو یا چند نفر از یک ارتفاع پرش نمایند ورزشکاری اول می‌شود که کم‌ترین تعداد پرش را داشته باشد و در مرحله بعدی کم‌ترین خطا را کرده باشد. در صورت تساوی دوباره پرش صورت گیرد تا در نهایت نفر برتر مشخص شود.
  - مقدار بالا بردن میلهٔ پرش ارتفاع پس از تکمیل هر دور نباید کمتر از ۲ سانتیمتر باشد؛ مگر آنکه یک شرکت‌کننده باقی مانده باشد.[۱]